# Pietro Trespidi
Pietro Trespidi (Stradella, 27 aprile 1897 – Stradella, 10 luglio 1976) è stato un progettista e imprenditore italiano specializzato nel settore motociclistico, il cui nome è legato a note aziende come Gilera, Alpino, Parilla e Guazzoni.

## Biografia

### Gli inizi
Terminati gli studi presso un istituto industriale si trasferisce a Milano, dove viene assunto nell'officina di Giuseppe Gilera. Nei primi anni venti ritorna a Stradella per impiantare una propria officina, nella quale ripara veicoli e, nel tempo libero, progetta e costruisce una motocicletta sottocanna con motore a due tempi di 250 cm3. Terminata nel 1924, la moto viene testata e favorevolmente recensita dalla rivista specializzata Motociclismo, in un articolo dell'aprile 1925.
L'articolo che decanta le qualità tecniche della moto di Trespidi solleva particolare attenzione tra gli abitanti della piccola cittadina di Stradella che, date le modeste condizioni economiche del loro ingegnoso concittadino, decidono di dare vita a una sottoscrizione popolare per azioni da 100 Lire l'una, allo scopo di impiantare una piccola attività produttiva.

### La Moto Trespidi
Grazie ai fondi raccolti, il 10 febbraio 1926 viene fondata la Società Anonima Moto Trespidi che Motociclismo descrive come una piccola "fabbrica attrezzata con criteri moderni, in grado di produrre almeno sei motociclette al mese".
Dopo aver costruito un centinaio di esemplari della "250", allestiti nelle due versioni "Turismo" e "Sport", l'incapacità di soddisfare le richieste costringe, nel 1927, ad una rifondazione societaria con nuovi capitali che consentono una maggiore produzione.
Nel 1929 viene aggiunta in listino una motoleggera di 175 cm3 ma, In seguito alla grande depressione del 1929, l'azienda vide il drastico calo degli ordinativi e cercò di resistere a tutto il 1933, per dover chiudere i battenti nei primi mesi del 1934.

### La Motobici Alpino

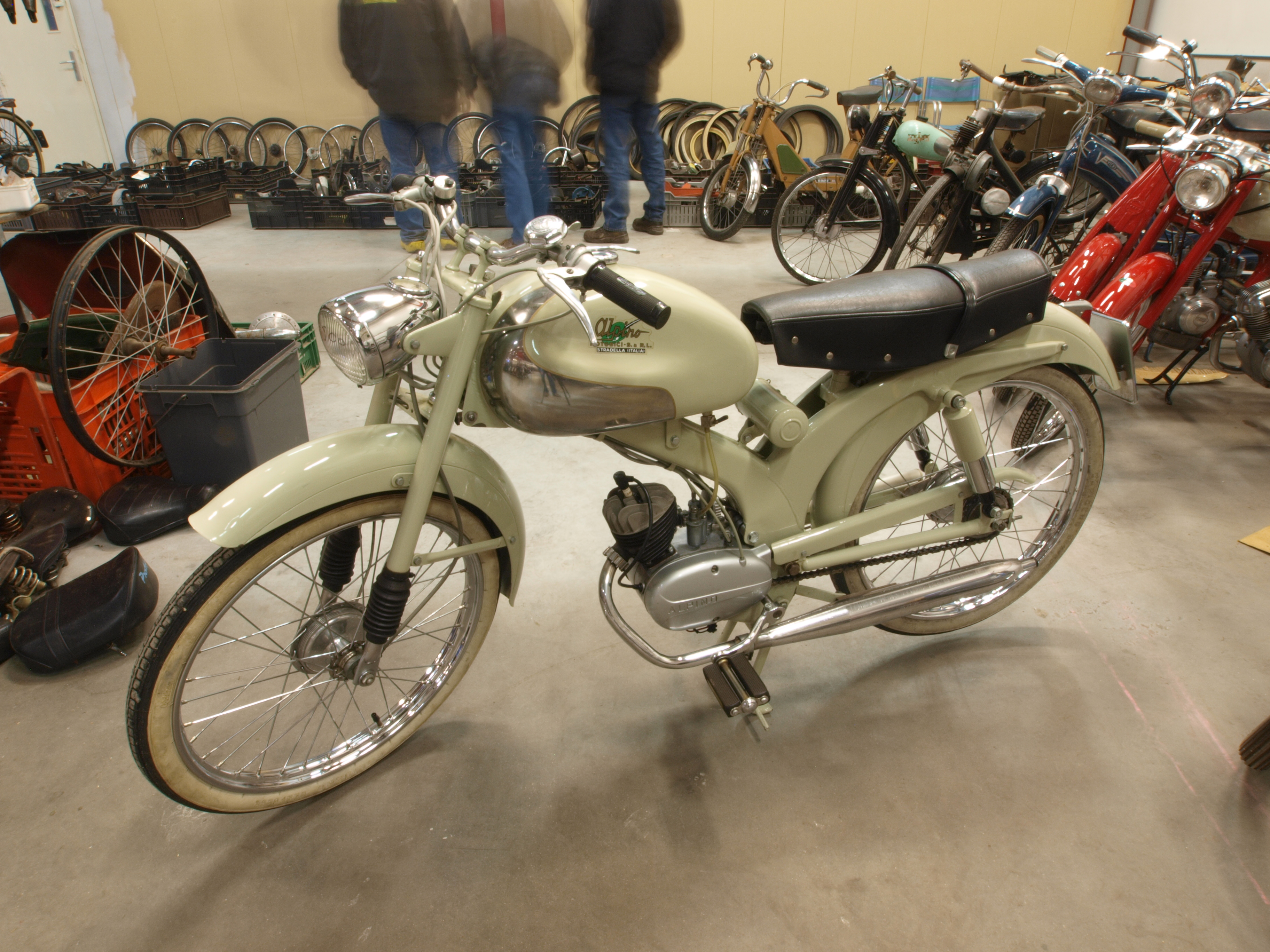
Una Motobici Alpino 50

Trespidi tornò alla sua officina meccanica, senza tuttavia abbandonare l'ideazione motoristica, nella speranza di poter avviare una nuova attività produttiva.
Nel 1944 progetta e realizza un prototipo di micromotore ausiliario da applicare alle biciclette che battezza "Alpino" e il 24 febbraio 1945, con alcuni amici, fonda la società Motobici, avviandone la produzione. La "Alpino" diviene presto un marchio di fama internazionale con vendite in crescita esponenziale, anno dopo anno.

### La Siemes-Ardito
Nel 1951, a causa di alcuni dissapori con i soci, Trespidi abbandona la Motobici e fonda, sempre a Stradella, la SIMES (acronimo di Società Industriale MEccanica Stradella) che diverrà più nota con il marchio "Ardito", denominazione del primo motore ausiliario prodotto, seguito da motoleggere e da uno scooter.
L'inizio è promettente, ma l'attenzione dei consumatori italiani è ormai rivolta verso l'automobile e il generale calo di vendite nel mercato motociclistico aumenta gli effetti della concorrenza. La situazione mette subito l'azienda in grave difficoltà e la costringe a chiudere nel 1954.

### Gli ultimi anni
L'attività motoristica di Trespidi, però, non si ferma ed egli continua fornendo consulenze e progetti per i motori di note case motociclistiche come Parilla e Guazzoni. La sua ultima realizzazione è il motore per go-kart da competizione commissionatogli dalla BM Karting, con il quale il pilota svedese Thomas Nillson si aggiudica il titolo iridato nel 1968.